# Melanophilharmostes donisi
Melanophilharmostes donisi är en skalbaggsart som beskrevs av Basilewsky 1955. Melanophilharmostes donisi ingår i släktet Melanophilharmostes och familjen Hybosoridae. Inga underarter finns listade i Catalogue of Life.